# Diener und andere Herren
Diener und andere Herren ist ein 1977 entstandener, deutscher Fernsehepisodenfilm mit Heinz Rühmann in der Hauptrolle. Regie führte Wolfgang Glück. Die Episoden basierten auf literarischen Vorlagen von W. Somerset Maugham und P. G. Wodehouse.

## Handlung
Rühmann spielt in dieser knapp einstündigen Produktion mehrere irische Charaktere.

### Erste Episode: Nicht weit von St. Peter’s Square
Rühmann spielt hier den Kirchendiener Albert Foreman, der nach 17 Dienstjahren von einer Sekunde auf die nächste entlassen wird. Seinem Chef ist zu Ohren gekommen, dass der alte Mann weder lesen noch schreiben kann und auch nicht beabsichtigt, es jemals lernen zu wollen. Der Entlassene beginnt daraufhin beruflich umzusatteln und entschließt sich, infolge einer zufälligen Begegnung, ein kleines Tabakgeschäft zu eröffnen. Wider Erwarten bringt der Alte es damit in kurzer Zeit zu beträchtlichem Wohlstand, besitzt nun mehr zehn Läden und über 100.000 Pfund Vermögen. Sein Bankdirektor rät ihm daraufhin, sein Geld zu investieren und wundert sich aber dennoch, wie man als Analphabet derart reich werden konnte. Was für Möglichkeiten hätten dem Mann offengestanden, wenn er lesen und schreiben könnte, meint der Bankier! Nun, antwortet der Geschäftsmann Foreman: Kirchendiener in St. Peter am Neville Square.

### Zweite Episode: Obdachlos im People’s Park
In dieser Geschichte fällt Rühmann als Prokurist Edward der Obdachlosigkeit und Armut anheim, als die Firma, für die er bislang gearbeitet hatte, pleitegeht. Der Abstieg ist rapide, aus dem angesehenen Prokuristen wird ein Penner, auf den alle herabblicken und der seine nächtliche Ruhestätte auf einer zugigen Parkbank zu finden sucht. Doch selbst dort lässt man ihn nicht in Frieden. Da kommt ein Penner hinzu und gibt dem Gefallenen einen heißen Tipp: Wie wäre es, eine Straftat zu begehen, um in Polizeigewahrsam zu geraten und von der Staatsmacht ein warmes, trockenes Plätzchen zum Überwintern im Gefängnis zugewiesen zu bekommen? Gesagt – getan. Doch es ist gar nicht so einfach, verhaftet zu werden. Alles, was der kleine Tramp anstellt, geht daneben, und niemand glaubt ihm seine gestandenen Vergehen. Schließlich prellt der ehemalige Prokurist in einem vornehmen Restaurant die Zeche, doch nun wendet sich das Blatt. Da der Alte als Gourmet Ahnung von guter Küche besitzt, landet er anstatt in der erhofften Gefängniszelle in einem neuen Arbeitsverhältnis, da sich der Geschäftsführer des Nobelrestaurants sehr beeindruckt von Edwards Menüzusammenstellung zeigt.

### Letzte Episode: Federlesen in Hunter’s Lodge
Szenen einer Ehe: Rühmann spielt den unscheinbaren, einstigen Volksschullehrer David, aus dem ein anerkannter Ornithologe geworden ist. Mit seiner Gattin hat er sich jedoch nach 30 Jahren Ehe kaum noch etwas zu sagen. Eine defekte Kuckucksuhr führt schließlich dazu, dass aus dem aneinander vorbei leben der beiden eine dringend erforderliche, verbale Auseinandersetzung entsteht. Jeder der beiden Eheleute hat plötzlich die Möglichkeit, dem anderen endlich einmal auf den Kopf zuzusagen, was ihn an ihr bzw. ihr an ihm stört … und da hat sich einiges angesammelt. Dabei wird beiden klar, dass ihre Ehe doch noch immer mehr Substanz besitzt, als beide bislang vermutet hatten. Nachdem David die Kuckucksuhr wieder instand gesetzt hat, resümiert er, nicht nur den Zeitanzeiger, sondern auch die eigene Ehe betreffend: „Kleine Reparatur. Hätten wir längst machen sollen!“

## Produktionsnotizen
Diener und andere Herren, Untertitel Geschichten aus Irland, entstand 1977 und wurde am Sonntag, den 5. Februar 1978 um 20 Uhr im ZDF erstmals ausgestrahlt.

## Rezeption und Einordnung
Nach seiner Phase des Aufbegehrens gegen das nach rund 100 Kinofilmen ihm weitgehend anhaftende Rollenklischee des unverwüstlichen „kleinen Mannes von der Straße“, das er mit literarischen Rollen sperriger und verzweifelter Charaktere in seinen frühen Fernsehfilmen (1968 bis 1973) zu konterkarieren versuchte, kehrte Rühmann für die Hamburger Produktionsfirma Gyula Trebitschs mit drei Episodenfilmen Ende der 1970er Jahre zu Altbewährtem zurück. „Er spielte keine tragischen oder scheiternden Figuren mehr, allenfalls melancholische Zweifler oder Suchende, denen zu guter Letzt mit Bestimmtheit geholfen wurde. Mit diesen Altersrollen näherte er such wieder den Geschichten des ‚kleinen Mannes‘, die versöhnlich endeten und den Zuschauer kaum einmal mit einer konflikthaften Weltsicht entließen.“
Der Spiegel sah hier „Heinz Rühmann in seiner Standardrolle als der rührend-komische kleine Mann. Die vier Minidramen über skurrile Outsider wurden in Irland nach Erzählungen von Somerset Maugham, O.Henry und anderen gedreht und gelten als ‚Wunschgeschichten‘ Rühmanns.“